# Pretty Prairie
Pretty Prairie és una població dels Estats Units a l'estat de Kansas. Segons el cens del 2000 tenia 615 habitants.

## Demografia
Segons el cens del 2000, Pretty Prairie tenia 615 habitants, 261 habitatges, i 184 famílies. La densitat de població era de 465,6 habitants/km².
Dels 261 habitatges en un 31% hi vivien nens de menys de 18 anys, en un 61,3% hi vivien parelles casades, en un 7,7% dones solteres, i en un 29,5% no eren unitats familiars. En el 27,6% dels habitatges hi vivien persones soles el 16,5% de les quals corresponia a persones de 65 anys o més que vivien soles. El nombre mitjà de persones vivint en cada habitatge era de 2,36 i el nombre mitjà de persones que vivien en cada família era de 2,86.
Per edats la població es repartia de la següent manera: un 26,2% tenia menys de 18 anys, un 5,5% entre 18 i 24, un 26,7% entre 25 i 44, un 17,4% de 45 a 60 i un 24,2% 65 anys o més.
L'edat mediana era de 41 anys. Per cada 100 dones de 18 o més anys hi havia 94,8 homes.
La renda mediana per habitatge era de 32.857 $ i la renda mediana per família de 40.000 $. Els homes tenien una renda mediana de 30.536 $ mentre que les dones 18.125 $. La renda per capita de la població era de 18.944 $. Entorn del 4,1% de les famílies i el 5,6% de la població estaven per davall del llindar de pobresa.

## Poblacions més properes
El següent diagrama mostra les poblacions més properes.